# ジョン・ヘンソン (人形使い)
ジョン・ヘンソン（John Paul Henson、1965年4月25日 - 2014年2月14日）はグリニッジの人形使い。
2014年2月14日に48歳で死去した。
父親のジム・ヘンソンのマペットの主要な人形使いとして『マペットの宝島』（スイータム）を演じた。

## 出演

### テレビ
1993年-1994年
- シティ・キッズ

1996年-1998年
- マペット放送局（スウィータム）

2002年
- マペットのメリー・クリスマス（スウィータム）

2005年
- マペットのオズの魔法使い（スウィータム）

### 映画（人形使いとして）
1996年
- マペットの宝島（スウィータム）

1999年
- ゴンゾ宇宙に帰る（スウィータム）